# هربرت مارشال
هربرت مارشال (انگلیسی: Herbert Marshall؛ ۲۳ مهٔ ۱۸۹۰ – ۲۲ ژانویهٔ ۱۹۶۶) یک هنرپیشه اهل بریتانیا بود.
از مهم ترین فیلم‌ها یا برنامه‌های تلویزیونی که وی در آن نقش داشته است می‌توان به خبرنگار خارجی، قتل! و دوئل زیر آفتاب اشاره کرد.